# Dadaism

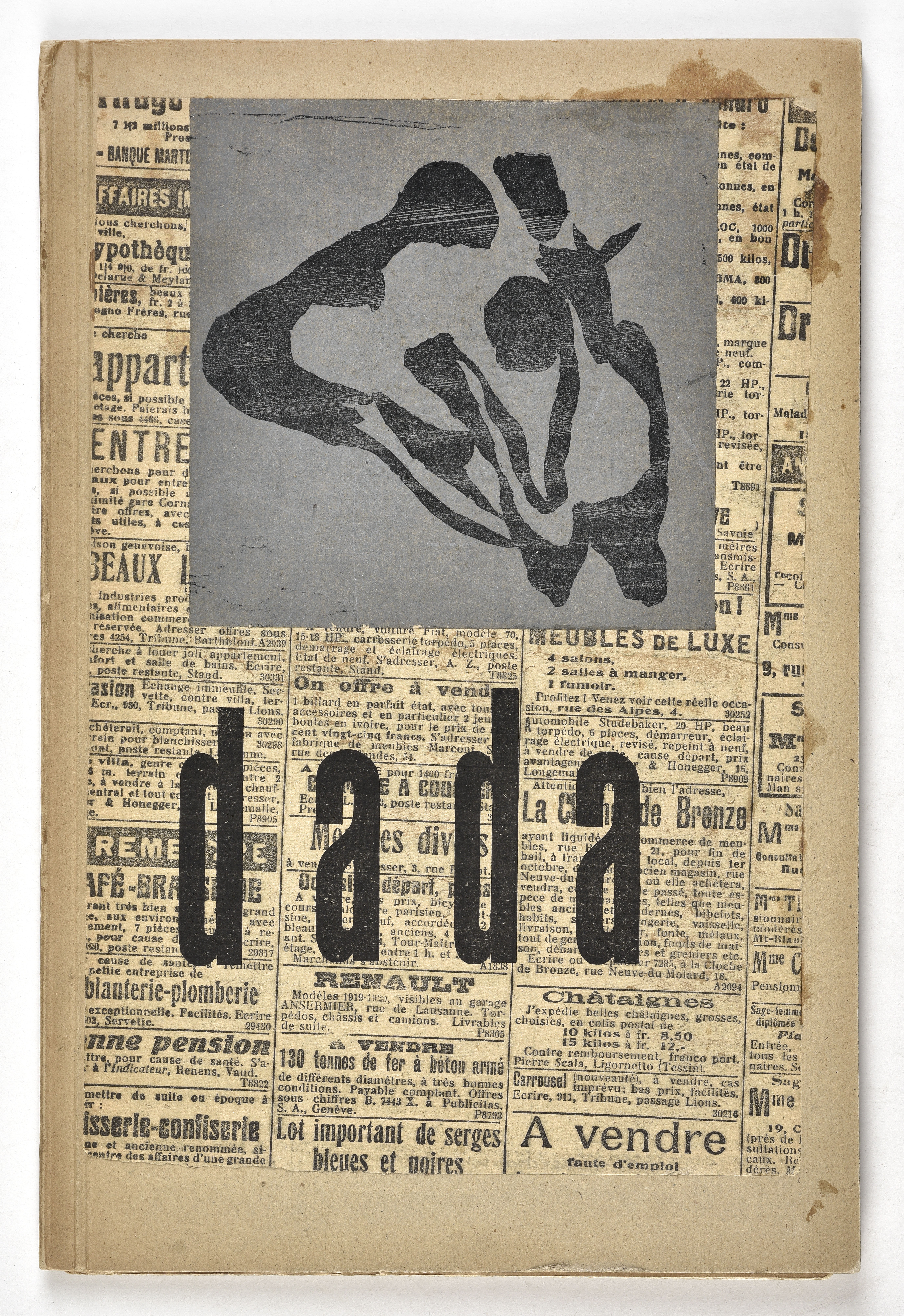
Collage från 1919 av Hans Arp.

Dadaismen eller Dada var en avantgardistisk konst- och litterär riktning inom modernismen som blomstrade från 1916 till omkring 1923. Dada kan ses som en mer handgriplig protest mot kulturens inlemmande i den sociala hierarkin. Man kan också säga att Dada var det första medvetna brottet med en borgerlig kulturell kontinuitet.

## Etymologi
Vad ordet dada härstammar ifrån är precis som med mycket i denna rörelse inte bara höljt i dunkel utan det förekommer också ofta i ett stort antal mer eller mindre uppdiktade förklaringar kring många företeelser. Vissa menar att det bara är ett onomatopoetiskt ord för barnjoller, andra att ordet är hämtat från ett franskt barnsligt uttryck för häst, eller är slaviska språks dubblerade "ja". Ordets irrationella mångtydighet blev symbolisk för hur den dadaistiska rörelsen skulle te sig.
Hugo Ball skrev i sin dagbok i juni 1921, då upptagen av att författa en text om mystikern Dionysios Areopagita: När jag möttes av ordet "Dada" blev jag två gånger anropad av Dionysios. D.A - D.A (H...k skrev om denna mystiska födsel; också jag själv i tidigare noteringar. På den tiden bedrev jag ord- och bokstavsalkemi.)

## Historia

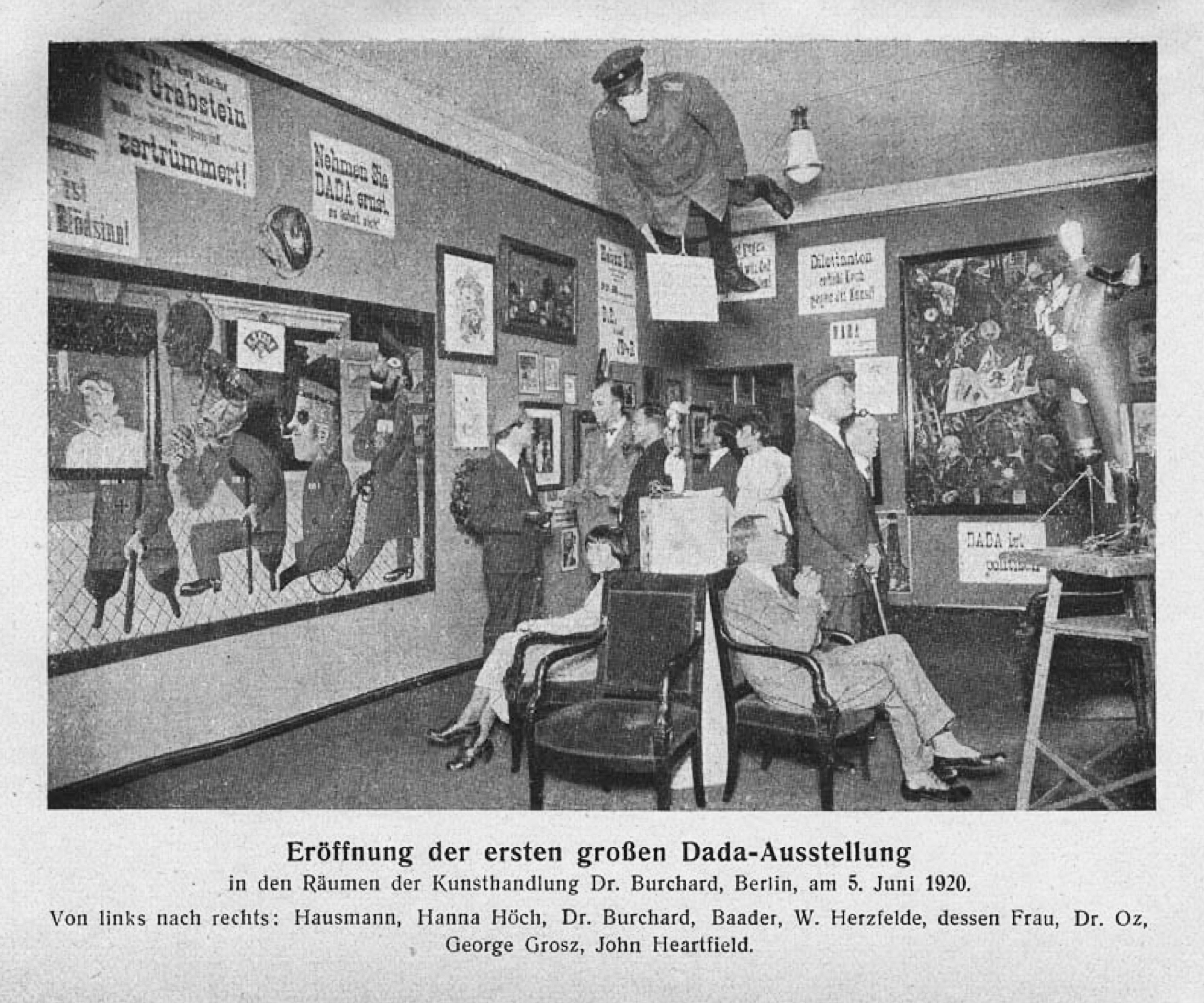
Vernissagedagen av den första Dadautställningen, den 5 juni 1920 i Berlin.

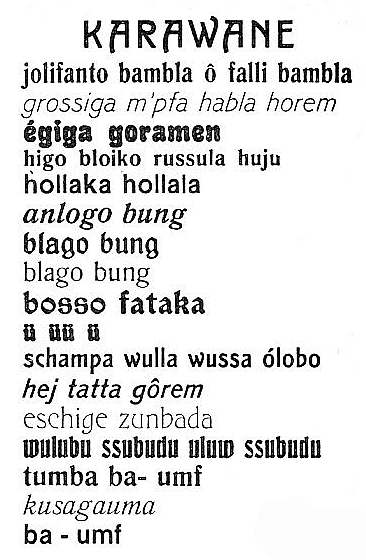
Hugo Balls ljuddikt Karawane så som den publicerades 1917.

Den 5 februari 1916 invigdes Cabaret Voltaire i Zürich av Hugo Ball, Emmy Hennings, Hans Arp, Tristan Tzara och Marcel Janco. Denna kabaretlokal blev en scen och ett galleri för poeter, konstnärer och musiker i exil under första världskriget. Hit kom Richard Huelsenbeck, Sophie Taeuber, Hans Richter, Walter Serner och många fler. Den tjugoårige Tzara var den yngste och Hennings, 31 år gammal, den äldsta i gruppen. Hugo Ball var initiativtagaren. Här tillkännagavs snart födelsen av den nya konstriktning, som kallades dadaism och som skulle manifestera sig många gånger om under bullriga och kaotiska soaréer. Bland medlemmarna fanns också den svenske tecknaren och filmaren Viking Eggeling (1880–1925).
En vidare social kontur fick dadaismen i Berlin, dit den fördes 1917 av Huelsenbeck, som snabbt skaffade sig uppsluppna och respektlösa lekkamrater i bland andra Raoul Hausmann, George Grosz, Hannah Höch, Walter Mehring, Johannes Baader, John Heartfield och Franz Jung. Här tog dadaisterna klar ställning för den revolutionära omvandling av samhället som yttrade sig i rådskommunismen. Dada tog steget ut ur konstens traditionella domäner i en strävan att radikalt förändra varje människas dagliga liv. Detta utgör något av dadas särart.
En annan grupp, med Marcel Duchamp, Francis Picabia och Arthur Cravan i spetsen, hade uppstått i New York av européer i exil ungefär samtidigt som den i Zürich, och kom senare att knyta kontakter med grupperna i såväl Zürich som Paris. Tzara flyttade i slutet av 1919 från Zürich till Paris, där han välkomnades av en grupp bestående av bland andra André Breton, Louis Aragon, Benjamin Péret, Paul Éluard, Philippe Soupault, Georges Ribemont-Dessaignes och Jacques Rigaut.
Den italienska traditionalistiska filosofen Julius Evola associeras även med dadaismen i Italien.

## Ideologi

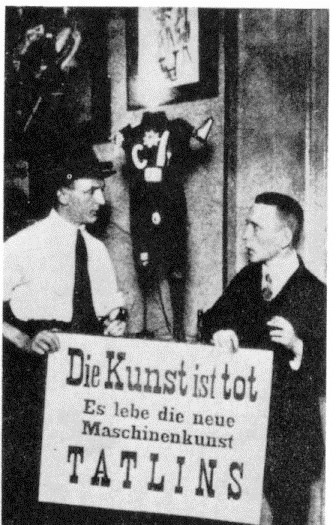
"Konsten är död…," George Grosz och John Heartfield på Dadautställningen i Berlin 1920.

Dada var en konstnärligt individuell protest mot det samhälle som frambringat första världskriget. Eftersom man ansåg att konsten rättfärdigade detta förljugna samhälle var det en självklarhet att man måste attackera den rådande konstuppfattningen.
Den konst dadaisterna skapade var främst, vad de själva kallade antikonst, som exempelvis Hugo Balls dikter av nonsens eller Duchamps ready-mades, som ett cykelhjul han skruvade fast på en pall. Picabia skruvade isär en klocka, doppade delarna i bläck, och gjorde avtryck på ett papper med dem, vilket utgjorde konstverket. Kurt Schwitters (1887–1948) gjorde collage av pappersbitar och andra föremål han hittade på gatan.
Dadaisterna använde medvetet ett irrationellt arbetssätt och de hyllade en anarkistisk och cynisk arbetsmetod där bland annat brottet mot de klassiska begreppen om skönhet stod i centrum.
Krigets fysiska destruktivitet fick i dada sin motsvarighet i en kulturell destruktivitet, men den anti-konst man skapade kom med tiden att ingå i den etablerade konstvärlden. Numera får man betala höga priser för verk av Picabia och Schwitters, men det torde dock vara svårt att slå mynt av de direkta konstaktioner som exempelvis Baader, Rigaut och Cravan excellerade i. Det är dessa senare som står för den handgripliga protest som omtalas i inledningen av denna artikel.

## Film
Närmast samtliga dadaistiska filmer är gjorda i Paris (Med undantag för några av de tidigaste abstrakta filmerna av Hans Richter och Viking Eggeling) där nätverken av filmklubbar (Ciné-Club) innebar goda möjligheter att få visa upp verken.
Den dadaistiska filmrörelsen har en komplicerad relation med den surrealistiska och de två kan ibland vara svåra att skilja på. Dock har mycket av filmrörelsen sin grund i Duchamps ifrågasättande av vår optiska syn och språket som faktiska sanningar.
Några framträdande filmskapare var bland annat Viking Eggeling, Hans Richter, Marcel Duchamp, Man Ray, Fernand Legér, Francis Picabia med flera.

### Utmärkande drag
Det som kännetecknar de dadaistiska filmerna är ett ständigt försök till att bryta rådande förväntningar om hur ett filmiskt narrativ ska vara uppbyggt. Den är även ute efter att förstöra bilden av att film skulle vara en reflektion av verkligheten och behovet av att kunna identifiera sig med karaktärerna på duken. Genom att sakna ett starkt narrativ, hålla sig borta från ämnen som utforskar och försöker förstå det mänskliga psyket samt konstant påminna publiken om att film inte skapar annat än illusioner (Med andra ord är film alltid en film och kommer aldrig kunna bli något mer än vad som visas på duken just nu) försöker Dadaisterna att peka ut bristerna i våra sociala konventioner.
Som exempel på filmer kan nämnas Ballet Mécanique av Fernand Legér och Entr'acte av René Clair och Francis Picabia. Värd att nämna är också Man Ray's Retour á la raison då delar av filmen är gjord utan kamera. Istället kastade Ray salt, peppar, häftstift mm. direkt på celluoidfilmen vilket ytterligare utmärker filmens dadaistiska drag.